# La Proie d'une ombre
Pour plus de détails, voir Fiche technique et Distribution.
La Proie d'une ombre (The Night House) est un thriller horrifique américain réalisé par David Bruckner et sorti en 2020.
Le film est présenté en avant-première au festival du film de Sundance 2020 .

## Synopsis
Beth vient récemment de perdre son mari. Elle vit désormais dans la maison qu'il avait construite pour eux, tout près d'un lac. Beth commence à avoir des visions d'une étrange présence. Elle va alors découvrir les secrets de son défunt époux.

## Fiche technique
- Titre original : The Night House
- Titre français : La Proie d'une ombre
- Réalisation : David Bruckner
- Scénario : Ben Collins et Luke Piotrowski
- Direction artistique : Joshua Dobkin
- Décors : Kathrin Eder
- Costumes : Samantha Hawkins
- Photographie : Elisha Christian
- Montage : David Marks
- Musique : Ben Lovett
- Production : David S. Goyer, Keith Levine et John Zois
  - Production déléguée : David Bruckner, François Callens, Ben Collins, Tara Finegan, George Paaswell, Luke Piotrowski, Sebastien Raybaud et Laura Wilson
  - Production associée : Jeffrey Penman et David Tracy
- Sociétés de production : Searchlight Pictures, Anton et Phantom Four Films
- Société de distribution : Walt Disney Studios Motion Pictures
- Budget : 12 000 000 $
- Pays de production :  États-Unis
- Langue originale : anglais
- Format : couleur
- Genre : thriller horrifique, fantastique
- Durée : 110 minutes
- Dates de sortie[2] :
  - États-Unis : 24 janvier 2020 (festival de Sundance) ; 20 août 2021 (sortie nationale)
  - France : 15 septembre 2021
- Classification :
  - États-Unis : R - Restricted
  - France : interdit aux moins de 12 ans

## Distribution
- Rebecca Hall (VF : Élisabeth Ventura) : Beth
- Stacy Martin (VF : Zina Khakhoulia) : Madelyne
- Sarah Goldberg (VF : Léovanie Raud) : Claire
- Evan Jonigkeit (VF : Damien Ferrette) : Owen
- Vondie Curtis-Hall (VF : Thierry Desroses) : Mel
- Samantha Buck (VF : Flora Brunier) : Becky

## Production
En février 2019, Rebecca Hall est annoncée comme tête d'affiche d'un film réalisé par David Bruckner et écrit par Ben Collins et Luke Piotrowski. David S. Goyer officie comme producteur.
Le tournage débute en mai 2019 à Syracuse dans l'État de New York.

## Accueil
Le film reçoit des critiques plutôt positives. Sur l'agrégateur américain Rotten Tomatoes, il récolte 88% d'opinions favorables pour 24 critiques et une note moyenne de 6,9⁄10. Sur Metacritic, il obtient une note moyenne de 62⁄100 pour 7 critiques.

## Sortie
Le film est projeté pour la première fois le 24 janvier 2020 au festival de Sundance. Peu après, les droits de distribution dans le monde entier sont acquis par Searchlight Pictures. La sortie aux États-Unis était fixée au 16 juillet 2021, mais la sortie a été repoussée d'un mois, au 20 août 2021, pour éviter plusieurs concurrences comme Escape Game 2, dans le contexte de la pandémie de Covid-19.
En France, le film devait sortir dans les salles le 14 juillet 2021, mais la sortie a été repoussée de deux mois, au 15 septembre 2021.